# SR-71に関連する作品の一覧

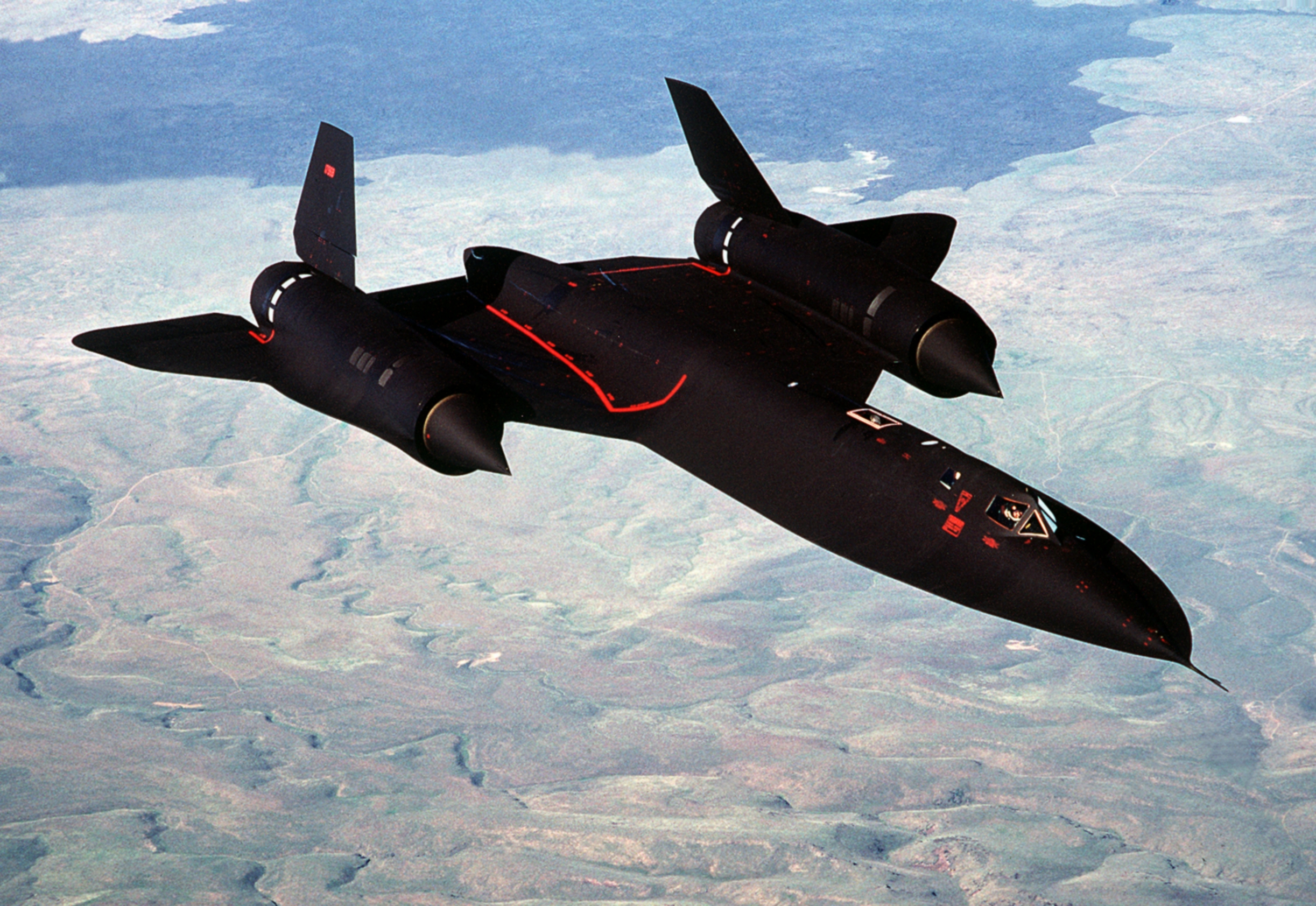
SR-71A

SR-71に関連する作品の一覧（SR-71にかんれんするさくひんのいちらん）は、アメリカ合衆国のロッキード社が開発した超音速・高高度戦略偵察機、SR-71 ブラックバードおよびSR-71の系列機である戦略偵察機A-12、迎撃戦闘機YF-12、無人偵察機母機M-21に関連する作品の一覧である。
SR-71は、実用ジェット機としては世界最速の性能を持つ偵察機であることや、その特異な形状から大きな注目を集めたため、数多くの作品に登場している。

## 映画・テレビドラマ
『X-MEN:ファースト・ジェネレーション』
『アイ・アム・レジェンド』
序盤に登場。ハドソン川に浮かぶ空母の飛行甲板上に駐機している機体があり、主人公が左エンジン付近主翼上からゴルフボールを打っている。
この空母は退役後ニューヨークで海上博物館（イントレピッド海上航空宇宙博物館）となったイントレピッド(CV/CVA/CVS-11)で、SR-71も展示物の一つとして甲板上に置かれているものである。
『アイアンマン』
『アルマゲドン』
主人公たちがブリーフィングを行っている格納庫内に駐機している。
『エグゼグティブ・コマンド』
特殊部隊を乗せ、テロリストにハイジャックされた政府専用機へと向かう。
『ジャイアントロボ』
第1話にYF-12の編隊が登場。ギロチン帝王の宇宙船に全機が撃墜される。
『スペース カウボーイ』
『ダリル』
人工知能を搭載して生まれた少年が、組織からの脱出に使用する。
『沈黙のステルス』
主人公のジョン・サンズ（セガール）が、アメリカからアフガニスタンへ向かうための連絡機として登場。
『トランスフォーマー/リベンジ』
オートボットの戦士、ジェットファイアが本機に変形する。主人公たちに発見されるまでは、スミソニアン国立航空宇宙博物館で展示されているSR-71として長い眠りについていた。
『ファイナル・アプローチ』en

## アニメ・漫画
『HELLSING』
SR-71を元にした架空機「EXP-14LIE」が登場。退役したSR-71を購入した英空軍技術局が、独自の改造を加えた高々度高速度レコード記録用の高々度実験機という設定。外見こそSR-71そのままだが様々な改造が加えられており、中身はSR-71とは別物になっている。劇中ではミレニアムが占拠したインヴィンシブル改級VSTOL空母「イーグル」（架空）への突入時に主人公、アーカードが使用する。
『エックスメン』
『クレオパトラD.C.』
『絶対可憐チルドレン』
SR-71に酷似したマッハ3級ジェット機が登場。作中の登場人物（エスパー）の能力によって、コックピットの窓ガラスの破損を超能力で防ぎ、スペック以上の速度性能を発揮する。
『そらのおとしもの』
アニメ第2話EDで、ジェット機化したパンツの大群に洋上で抜き去られる。
『日常』
アニメ版第26話に登場。大工健三郎が下校の際に使用する。
『ハヤテのごとく! CAN'T TAKE MY EYES OFF YOU』
第11話で、三千院ナギが日本からラスベガスに荷物を3時間で届けさせるために使用する。
『ファントム無頼』
第43話「黒いX'マス・ツリー」にて、トラブルのため領空侵犯してくる。機密保全のため国内に墜落すると通告し一触即発の事態となるも、神田・栗原は本機の両翼に発砲、揚力バランスを少しずつ崩すことで方向を変えさせ百里基地に誘導することに成功する。
『プラモ狂四郎』
薩摩模型同人会の鷹丸が操る改造プラモデルとして登場。主翼前部がカッターに、機首のピトー管がキリになっており、体当たりによる攻撃が可能な他、マスキングゾルが詰まったエンジン部をミサイルとして射出し、相手のプラモの関節を固める事ができる。
当然ながら発射後は推進機構が無いため墜落し、脱落となった。
『マクロスシリーズ』
SR-71をデザインモチーフとした可変戦闘機「VF-14 バンパイア」が登場。
『まんがサイエンス』
第2巻「ロケットの作り方おしえます」にて、音速を遥かに超える速度で飛べば空気ですら途轍もない障害になるというロケットの神さまの説明を信じられず、思いっきりバカにしたあやめちゃんを実験台にして「プールの水」から「台風」「F1カー」、最後に超音速機であるSR-71に載せられて（誤字に非ず）その力を体験する。
『遊☆戯☆王VRAINS』
登場人物の一人、道順健碁(ブラッドシェパード)が操るドローンデッキの中にSR-71に形状が類似したドローンにして実質上、彼のエースモンスターである「バトルドローン・ジェネラル」が存在している。
『勇者王ガオガイガー』
第28話で、獅子王雷牙とスタリオン・ホワイトがアメリカから日本へ急行する際に使用する。

## 小説
『ARIEL』
第1巻と第7巻にSR-71Aが登場。第1巻ではRB・IIIM型RATOを取り付けられたビール空軍基地の所属機が、衛星軌道上に出現したゲドー社の宇宙戦艦オルクスに対して高高度での背面偵察飛行を行い、第7巻では日本のSCEBAI（国立科学研究所）に高空高速度実験機として払い下げられた機体がSCABAIの岸田所長による日米間の往復に用いられている。
また、OVA版『DELUXE ARIEL 接触編 THE BEGINNING』のアバンタイトルにも、第1巻と同様の形で登場している。
『ヴァンパイヤー戦争』
第8巻・第9巻に在英米軍所属機が登場。墜落したシャトルの状況を偵察すべく西アフリカのブトゥール上空に飛来するが、原因不明の操縦装置の故障によって墜落し、パイロットは2名とも緊急脱出する。
『天使の非常手段 RIO』
SR-71を元にした架空機「SCR-71」が登場。NASAがスクラムジェットのテスト機としてSR-71を改造したもので、エンジンがP&W製のSRJ-99 スクラムジェットエンジン（架空）に換装されたほか、操縦システムのフライ・バイ・ファイバーへの変更、偵察装備の廃止などが行われている。最大速度はマッハ7以上。テスト終了後に民間に払い下げられ、南太平洋の宇宙基地「グローバル・スペースポート」からジュネーブへと急行する主人公たちの移動手段となる。
『見知らぬ明日』
「SR71-E」という架空の発展型が登場。中国・青海省で生じた「異常事態」の調査のために、タイのタクリ空軍基地からヒマラヤ山脈を越えて中国本土への3回の偵察飛行を行い、うち2回目の偵察飛行を行った機が撃墜されている。
『要塞シリーズ』
第1作『ニセコ要塞1986』にてIBM空軍の偵察機として登場。

## ゲーム
『エースコンバットシリーズ』
高高度偵察機として度々登場。『エースコンバット2』のミッションの一つ「高高度追撃戦」では、本機とXB-70 ヴァルキリーの編隊が高高度を猛スピードで一直線に逃げるのを追う。『エースコンバット3』ではニューコムの新兵器に対抗すべく、ゼネラルリソースが本機をベースに2040年時点の技術を投入し急遽開発した高高度戦闘機「RF-12A2 ブラックバード」が登場し、敵機として登場する他プレイヤー機としても搭乗できる。『エースコンバット5』では敵側の偵察機として登場、オーシア沿岸防衛隊により地対空ミサイルを直撃させられる。『エースコンバット∞』では一部ステージで敵機として登場し、高高度を飛行している。
『コール オブ デューティ ブラックオプス』
冷戦下の舞台設定ということもあり、SR-71のパイロットとして偵察を行うミッションがある。マルチプレイでは敵の現在位置と向いている方向を45秒間ミニマップに表示する。8キルストリーク獲得で呼び出せる。
『鋼鉄の咆哮シリーズ』
一部の作品で艦載機として使用可能、ただし「戦闘機」扱いでAAMを装備しているため性能的にはYF-12となっている。
『トムクランシーズ H.A.W.X.』
DLCを購入することで搭乗機体として使用可能となる。
『ぼくは航空管制官2 沖縄・南諷の航跡』
ステージ2-3に嘉手納基地の離着陸機として登場。
『メタルギアソリッド3』
迎撃戦闘機型であるYF-12を改造したものが登場。スネークイーター作戦に際し、ソ連領内へ侵入する主人公スネークの搭乗したドローン改造機を搭載して運び、ソ連領空付近で切り離す。なお、劇中でスネークが搭乗したドローンは本来M-21に搭載される無人偵察機D-21を改造したものであり、母機から切り離した後にラムジェットエンジンで高高度をマッハ3以上で飛行するため、地対空ミサイルによる撃墜は不可能である他、レーダーによる捕捉も困難という代物となっている。
この他、『ソニックウィングスシリーズ』『ストライカーズ1999』『アクウギャレット』『スカイターゲット』などのシューティングゲームに雑魚敵として登場している。